# Загидова, Василя Алы кызы
Василя Алы кызы Загидова (азерб. Vəsilə Alı qızı Zahidova; 10 марта 1922 год, Геокчайский уезд — 2 мая 2005 год, Уджары) — советский азербайджанский хлопковод, Герой Социалистического Труда (1966).

## Биография
Родилась 10 марта 1922 года в селе Шильянь Геокчайского уезда Азербайджанской ССР (ныне Юхары-Шильян Уджарского района Азербайджана).
В 1972 году окончила Азербайджанский сельскохозяйственный институт.
Начала трудовую деятельность в 1943 году следователем прокуратуры, позже секретарь народного суда, председатель Боятского сельского совета. С 1954 года председатель колхоза «Советский Азербайджан» (бывший колхоз имени И. В. Сталина). Каждый день работники колхоза в среднем собирали 100 килограммов хлопка. В 1960 году колхоз получил высокий урожай хлопка.
Указом Президиума Верховного Совета СССР от 30 апреля 1966 года за высокие трудовые показатели в области хлопководства, Загидовой Василе Алы кызы присвоено звание Героя Социалистического Труда с вручением ордена Ленина и золотой медали «Серп и Молот».
С 1983 года на всесоюзной пенсии.
Дважды кавалер ордена Ленина, дважды кавалер ордена Трудового Красного Знамени.
Распоряжением Президента Азербайджанской Республики от 2 октября 2002 года, за большие заслуги в области науки и образования, культуры и искусства, экономики и государственного управления Азербайджана, Загидовой Василе Алы кызы предоставлена персональная стипендия Президента Азербайджанской Республики.
Проживала в городе Удждары по улице М. Гусейнзаде.
Активно участвовала в общественно-политической жизни страны. Депутат Совета Союза Верховного Совета СССР 5-го созыва и Совета Национальностей Верховного Совета СССР 7-го, 8-го и 9-го созывов, избрана в ВС 5-го созыва от Ахсуинского избирательного округа № 689. В ВС 9-го созыва избрана от Агдашского избирательного округа № 208, член Комиссии по сельскому хозяйству Совета Национальностей. Член КПСС с 1952 года. Участвовала во Всесоюзном собрании представителей колхозов союзных республик.
Скончалась 2 мая 2005 года в городе Уджары. В честь Загидовой названа улица в Уджарах. Василе Загидовой посвящена песня «Василя» композитора Алекпера Тагиева.